# Kasteel van Nieuwenhoven (Sint-Truiden)

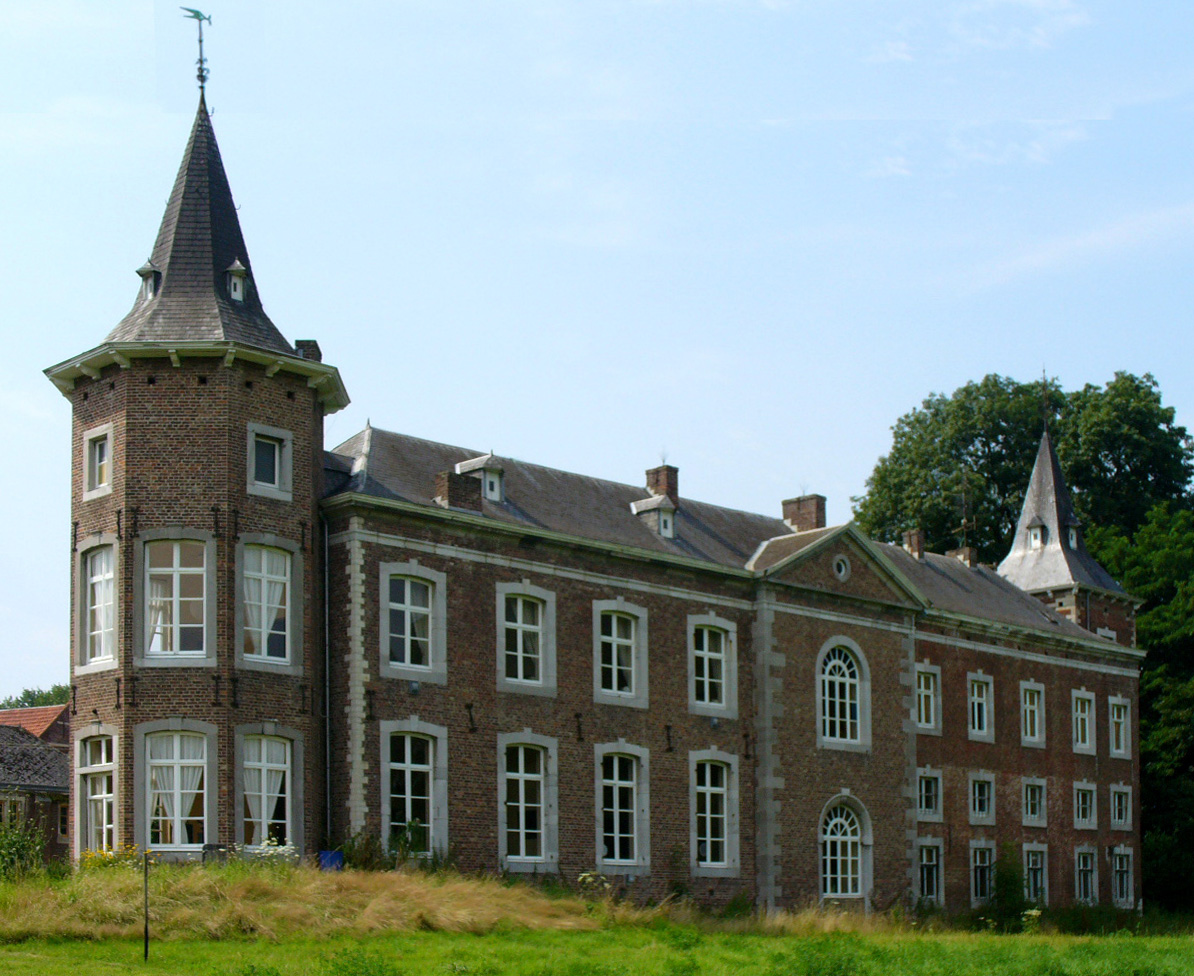
De oostvleugel van het kasteelcomplex

Het kasteel van Nieuwenhoven is een kasteel met hoevegebouwen in het noorden van Sint-Truiden, ten oosten van het dorp Nieuwerkerken in Belgisch-Limburg. 
Sinds het einde van de 13e eeuw is dit het speelhof en zomerverblijf van de abten van de Sint-Trudoabdij van Sint-Truiden. In de 18e eeuw werd het de vaste verblijfplaats van de abten.

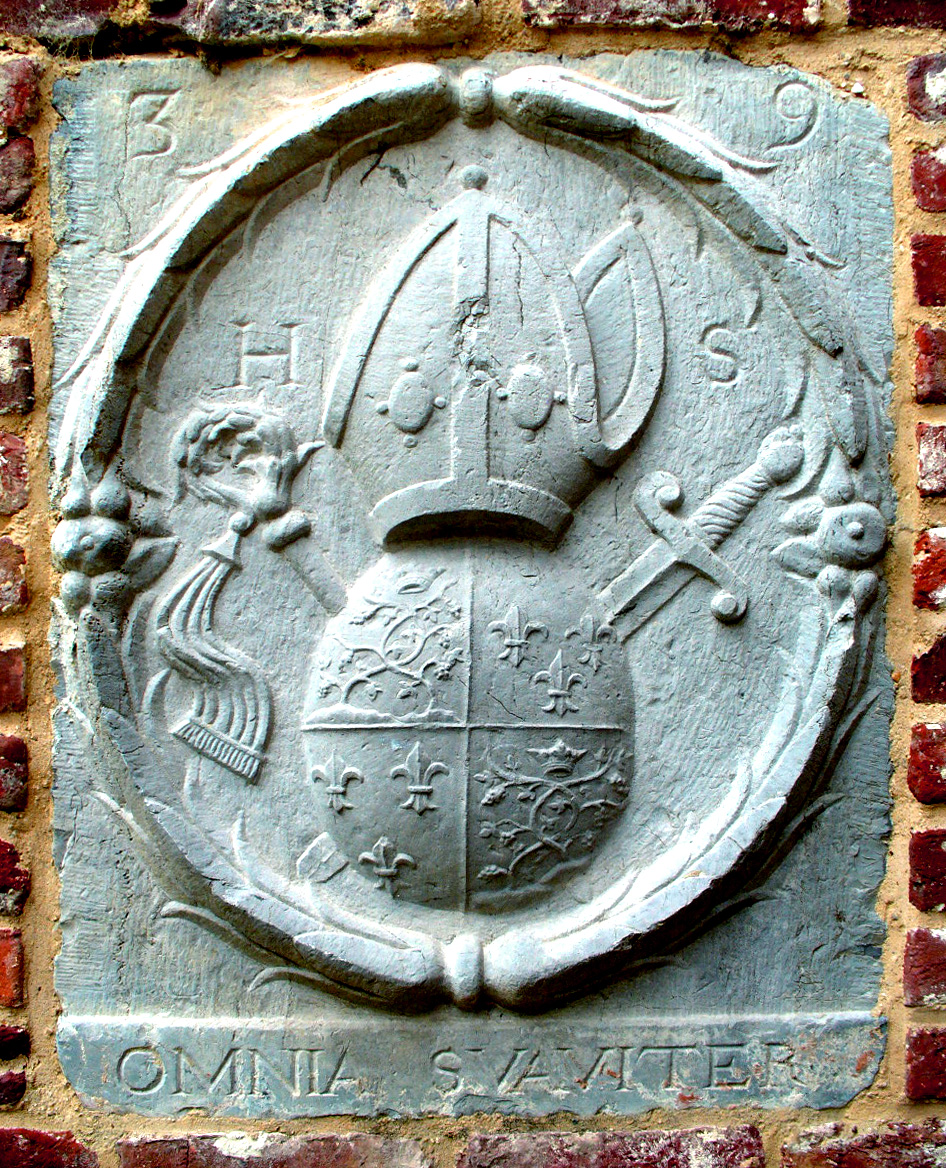
Het wapenschild van Hubertus van Suetendael, abt van Sint-Truiden (1638-1663), ingemetseld naast het poortgebouw

Aanvankelijk was het een eenvoudige hoeve die in 1329 versterkt werd. In de loop der eeuwen werd het kasteel herhaaldelijk verbouwd en vergroot. Het huidige hoevegedeelte werd gebouwd in de 17e eeuw. In 1861 verbouwde Charles Whettnall het kasteel in Engelse neotudorstijl. Door een brand in 1932 werd het kasteel grotendeels vernield. Pas in de jaren 1950 was het kasteel, na een volledige verbouwing in een eenvoudigere neoclassicistische stijl, weer geschikt voor bewoning. 
Na de Franse Revolutie en de annexatie van de Zuidelijke Nederlanden door Frankrijk in 1795 werd het kasteel als kerkelijk goed aangeslagen en verkocht, waardoor het in particuliere handen kwam. Het werd bewoond door adellijke families tot in 2004. In de napoleontische tijd was het eigendom van Étienne Jacques Travers, baron van Jever en generaal van het koninkrijk Holland en het Eerste Franse Keizerrijk. Hij stierf er in 1827. Sinds het einde van de 19e eeuw werd het kasteel bewoond door de familie de Moffarts. In 2007 verkochten zij het kasteel en werd het opgedeeld in verschillende woongelegenheden en een publiek toegankelijk activiteitencentrum.

Het landschap rond het kasteel heeft nog de structuur van de 19e-eeuwse Engelse landschappelijke tuin. In de omgeving liggen oude bossen die eeuwenlang bij het kasteeldomein hoorden. Het bos van Nieuwenhoven, ook Galgenbos genoemd, dreigde begin jaren zeventig van de 20e eeuw verkaveld te worden. Het werd gekocht door de provincie Limburg in 1972 die er het Provinciaal Domein Nieuwenhoven van maakte: een recreatief bosgebied van 161 hectaren met bezoekerscentrum en horeca.  